# Bremer Brand
Als Bremer Brand wird eine Feuersbrunst bezeichnet, die am 11. September 1041 Teile der Bremer Altstadt zerstörte. Der Ausbruch des Feuers geht auf einen Streit zweier Kleriker und eine anschließende Brandstiftung zurück. In jenen Wochen konkurrierten zwei Domherren – beide hießen Edo – um das Amt des Dompropstes. Einer von ihnen war mit dem damaligen Erzbischof von Hamburg und Bremen Adalbrand verwandt und sah sich auf Grund dessen im Vorteil bei der Amtsvergabe. Er unterlag jedoch und setzte daraufhin den Dom in Brand. 
Opferzahlen des Brandes sind nicht überliefert. Es wird aber berichtet, dass neben dem Dom und der Dombibliothek auch die Stiftsgebäude sowie zahlreiche weitere Häuser in der Umgebung ein Opfer der Flammen wurden. Kurioserweise war der unterlegene Edo später Baumeister beim Wiederaufbau des Doms.
Wie Adam von Bremen (II, 77) berichtet, zerstörte der Brand den Kirchenschatz, die Bücher und Paramente, das gerade fertiggestellte Kloster, den ganzen Bischofshof und die Werkstätten.
Mit Bezug auf „Jahrbuch 14, S. 180, Note 1“, gemeint ist das Bremische Jahrbuch, bzw. der Beitrag darin Neue Untersuchungen zur Baugeschichte des Doms, meinte 1892 Wilhelm von Bippen allerdings, die Nachrichten über die Zerstörungen seien stark übertrieben.